# Alcide Djédjé
Alcide Djédjé, né le 22 octobre 1956 à Abidjan, est un diplomate et homme politique ivoirien.

## Biographie
Alcide Djédjé est ancien élève du cycle supérieur (filière diplomatie) de l’École nationale d’administration (ENA) d'Abidjan. Il est également diplômé de sciences Po Lyon (Institut d'études politiques de Lyon) section politique et administration.
Ce diplomate de carrière a patiemment gravi les échelons au ministère des affaires étrangères : d'abord chargé de la coopération avec l'Afrique, il sera ensuite promu chef de la division Afrique à la sous-direction de la coopération bilatérale de 1987 à 1988. De novembre 1988 à juillet 1989, il est nommé chargé de la coopération avec les organisations du système des Nations unies et la communauté économique européenne (CEE) à la sous-direction de la coopération multilatérale. De juillet 1989 à mars 1991, il devient le chef de la division Nations-Unies. En mars 1991, il intègre le cabinet du ministre des affaires étrangères Amara Essy en qualité de chargé d’études avec rang de Sous-Directeur.
En juillet 1994 il est membre de l'équipe qui procède à l'ouverture de l'ambassade de Côte d’Ivoire à Prétoria après l'élection du président Nelson Mandela. Il devient alors premier secrétaire de la dite ambassade en Afrique du Sud.

### Parcours politique

#### Sous le régime du président Gbagbo.
Dès son retour en Côte d’Ivoire, il est d'avril 2002 à novembre 2004  sous-directeur des privilèges et immunités diplomatiques. Il est nommé ambassadeur en novembre 2004 et devient conseiller spécial du Président de la République pour les affaires diplomatique en janvier 2005.
En  août 2006, il est nommé Ambassadeur, représentant permanent de la Côte d’Ivoire auprès de l’ONU à New York. A ce titre et ayant été maintenu cumulativement comme conseiller diplomatique du président de la république, il fut l'un des architectes de l'accord politique de Ouagadougou, en tant que négociateur coté gouvernemental, lors des pourparlers de paix inter ivoirien ayant abouti à la signature de cet accord en mars 2007.
Il a également été ministre des Affaires étrangères dans le gouvernement Aké N'Gbo pendant la crise post-électorale (de décembre 2010 à avril 2011).

#### Sous le régime du président Ouattara
Après la crise poste électorale et la fin du régime du président Laurent Gbagbo, l'Ambassadeur Alcide Djedje réintègre le ministère des affaires étrangères où il occupe en janvier 2017, le poste de conseiller du chef de la diplomatie ivoirienne. 
Il est le point focal coordonnateur de la campagne internationale en vue de l’élection de la Côte d’Ivoire au Conseil de sécurité de l’ONU,,.
Après l'élection de la Côte d’Ivoire au conseil de sécurité et pendant qu'il occupe les fonctions de Directeur Général des affaires multilatérales, il est nommé cumulativement en avril 2018, ambassadeur représentant permanent  par intérim de la Côte d’Ivoire auprès des Nations Unies, après le décès brutal du titulaire du poste. Il assurera cet intérim pendant trois mois à New York jusqu'en juillet 2018.
La même année en septembre 2018, il lance son propre mouvement politique : Congrès pour la Consolidation de la République et le Développement (Concorde). Celui-ci rejoint le RHDP (Rassemblement des Houphouëtistes pour la Démocratie et la Paix, majorité présidentielle),.
En avril 2021, Alcide Djédjé entre au gouvernement en tant que  ministre délégué auprès du ministre d'État, ministre des Affaires Etrangères, de l'Intégration Africaine et de la Diaspora, chargé de l'intégration africaine (avril 2021 à avril 2022).
En septembre 2023 il est élu Sénateur de la région du Goh. Il est depuis cette date président de la commission des  relations extérieures et des ivoiriens établis hors de la Côte d’Ivoire au sénat
Alcide Djédjé est un spécialiste reconnu et fervent adepte du multilatéralisme. Il a copublié avec Alexandra Novosseloff aux éditions l'harmattan en juillet 2022 "La Côte d’Ivoire au conseil de sécurité des Nations-Unies, 1960-2018" ouvrage de référence qui retrace l'implication et le rôle de la Côte d’Ivoire dans la diplomatie multilatérale onusienne depuis son indépendance.

### Famille
Alcide Djédjé est marié et père de trois enfants[réf. nécessaire].

## Distinction
Alcide Djédjé est officier de l’ordre national de Côte d'Ivoire.